# Тиери дьо Лоос
Тиери дьо Лоос (на френски: Thierry de Looz), алтерн.(на нидерландски:Theodoric van Loon) е фламандски рицар, роден в гр. Лоос (на френски: Looz, на нидерландски: Loon), участник в Четвъртия кръстоносен поход.
Той е най-малкият син на Аделаида, дъщеря на Хайнрих I (граф на Гелдерн и Герхард II, граф на Лоон). Баща му е участник в Третия кръстоносен поход, убит на 2 ноември 1191 г. в Акра.
През 1203 г. Тиери участва в обсадата на Константинопол, а през 1024 г. в превземането му от кръстоносната армия. Същата година командва войските на Латинската империя, които пленяват бившия император Алексий V Дука. Слепият император е отведен от Тиери в Константинопол, където е съден за предателство и убийството на Алексий IV Ангел и екзекутиран. По същото време Тиери дьо Лоос е произведен в сенешал на „Романия“. Под командата на Хенрих Фландърски, Тиери дьо Лоос взима участие в битката при Адрамит на 19 март 1205г. в която рицарите разбиват никейците под командата на Константин Ласкарис.В битката дьо Лоос командва един от латинските отряди. През 1206 г. Тиери дьо Лоос командва контингетна на крепостта Русион, но е повикан в Константинопол и не участва в битката в която кръстоносците са нападнати от засада от силите на цар Калоян и напълно разбити. В същия бой загива и брата на Тиери – Гийом дьо Лоос, който командва ариегарда на кръстоносците. През 1206 г. Тиери дьо Лоос участва в спасяването на Рение дьо Три от замъка Естанемак.в Родопите, кампанията на император Хенрих в Мала Азия срещу Никейската империя и получава като фиеф град Никомедия. През 1207 г. отряда на дьо Лоос е разбит от никейците и самия той е ранен и попада в плен на никейския император Теодор Ласкарис. Между двете страни е сключено двугодишно примирие и Тиери е освободен, но кръстоносците са принудени да напуснат Никомедия и да разрушат укрепленията си. Тиери дьо Лоос вероятно умира през 1208 г.